# Mapandan
Mapandan è una municipalità di quarta classe delle Filippine, situata nella Provincia di Pangasinan, nella regione di Ilocos.
Mapandan è formata da 15 baranggay:
- Amanoaoac
- Apaya
- Aserda
- Baloling
- Coral
- Golden
- Jimenez
- Lambayan
- Luyan (Luyan South)
- Nilombot
- Pias
- Poblacion
- Primicias
- Santa Maria (Luyan North)
- Torres